# إدارة تاريا
إدارة تاريا (بالإنجليزية: Tarija Department)‏ هي إدارة في بوليفيا،عاصمتها هي تاريخا .

## جغرافيا
تقع الإدارة في جنوب بوليفيا و تتاخم الحدود مع باراغوي والأرجنتين تبلغ مساحتها 37٬623٫0 كيلومتر مربع.

### الموقع
تشترك في الحدود مع:
- إدارة بوتوسي
- إدارة شوكيساكا

## التقسيمات الإدارية
- Aniceto Arce Province [الإنجليزية]‏
- Burdett O'Connor Province [الإنجليزية]‏
- Cercado Province (Tarija) [الإنجليزية]‏
- Eustaquio Méndez Province [الإنجليزية]‏
- Gran Chaco Province [الإنجليزية]‏
- José María Avilés Province [الإنجليزية]‏.

## ديموغرافيا
بلغ عدد سكانها 482٬196 نسمة في 2012 .

## أعلام
- رونالد غوتيريز